# Cuarto para espectros
Cuarto para espectros es el cuarto álbum de estudio de la banda de punk rock argentina Expulsados, publicado en el año 2004 por las discográficas Sony BMG/Rock And Roll Discos. Fue producido por el guitarrista y cantante del grupo Los Pericos, Juanchi Baleirón, siendo el primer disco grabado fuera de Estudios 76 y con un productor ajeno a la banda. Canciones como "Sombras chinas" y "¿Quién soñó en tu almohada?", de las cuales se graban sus respectivos videos, tienen alta rotación en las radios y llevan a posicionar al grupo en un lugar fuera del under.

## Lista de canciones
Todas las canciones compuestas por Sebastián Expulsado, excepto las señaladas.

| N.º   | Título                                                      | Duración |  |
| 1.    | «2000 hombre digital»                                       | 2:15     |  |
| 2.    | «¿Quién soñó en tu almohada?»                               | 3:22     |  |
| 3.    | «El Día de los Inocentes»                                   | 3:34     |  |
| 4.    | «Sombras chinas»                                            | 2:43     |  |
| 5.    | «A medianoche»                                              | 3:23     |  |
| 6.    | «Contra todo peligro»                                       | 2:30     |  |
| 7.    | «La granja de los Gardner»                                  | 3:35     |  |
| 8.    | «Dale las llaves» (Sebastián Expulsado/Marcelo Expulsado)   | 3:34     |  |
| 9.    | «Tren a la perdición»                                       | 2:35     |  |
| 10.   | «Tu respuesta»                                              | 3:23     |  |
| 11.   | «Circo romano»                                              | 2:55     |  |
| 12.   | «¿Dónde estás?»                                             | 3:45     |  |
| 13.   | «Tiro al pichón»                                            | 2:05     |  |
| 14.   | «Ella ya no existe» (Sebastián Expulsado/Marcelo Expulsado) | 2:45     |  |
| 15.   | «La casa quieta»                                            | 2:50     |  |
| 45:22 |                                                             |          |  |

## Créditos
Expulsados
- Sebastián Expulsado - Voz
- Marcelo Expulsado - Guitarra
- Ariel Expulsado - Bajo y coros
- Bonzo Expulsado - Batería

Músicos adicionales
- Walter Piancioli (Los Tipitos) - Teclados